# Tõlla
Tõlla är en by (estniska: küla) i Saarde kommun i landskapet Pärnumaa i södra Estland. Byn ligger vid Tõlla jõgi, vid gränsen till landskapet Viljandimaa.
I kyrkligt hänseende hör byn till Saarde församling inom den Estniska evangelisk-lutherska kyrkan.